# Callispa himalayana
Callispa himalayana là một loài bọ cánh cứng trong họ Chrysomelidae. Loài này được L Medvedev miêu tả khoa học năm 1993.